# Łatnik
Łatnik, łaciatek (Glauconycteris) – rodzaj ssaków z podrodziny mroczków (Vespertilioninae) w obrębie rodziny mroczkowatych (Vespertilionidae).

## Zasięg występowania
Rodzaj obejmuje gatunki występujące w Afryce.

## Morfologia
Długość ciała (bez ogona) 36–63 mm, długość ogona 34–59 mm, długość ucha 6–19 mm, długość tylnej stopy 5–10 mm, długość przedramienia 32–47,7 mm; masa ciała 4–19 g.

## Systematyka
Rodzaj (w randze podrodzaju w obrębie Chalinolobus) zdefiniował w 1875 roku irlandzki zoolog i fotograf George Edward Dobson w artykule poświęconym rodzajowi Chalinolobus opublikowanym na łamach Proceedings of the Zoological Society of London. Dobson wymienił trzy gatunki – Chalinolobus argentatus Dobson, 1875, Kerivoula poensis J.E .Gray, 1842 i Scotophilus variegatus Tomes, 1861 – z których gatunkiem typowym jest Kerivoula poensis J.E .Gray, 1842 (łatnik równikowy).

### Etymologia
- Glauconycteris: gr. γλαυκος glaukos ‘niebieskoszary, modry’; νυκτερις nukteris, νυκτεριδος nukteridos ‘nietoperz’[8].
- Niumbaha: nazwa Niumbaha oznaczająca w języku pazande ‘rzadki, niezwykły’[2]. Gatunek typowy (oryginalne oznaczenie): Glauconycteris superba Hayman, 1939.

### Podział systematyczny
Do rodzaju należą następujące gatunki:
- Glauconycteris variegata (Tomes, 1861) – łatnik pstry
- Glauconycteris machadoi Hayman, 1963 – łatnik tajemniczy
- Glauconycteris gleni R.L. Peterson & D.A. Smith, 1973 – łatnik naroślowy
- Glauconycteris superba Hayman, 1939 – łaciatek wspaniały
- Glauconycteris argentata (Dobson, 1875) – łatnik srebrzysty
- Glauconycteris egeria O. Thomas, 1913 – łatnik samotny
- Glauconycteris poensis (J.E. Gray, 1842) – łatnik równikowy
- Glauconycteris alboguttata J.A. Allen, 1917 – łatnik białopręgi
- Glauconycteris beatrix O. Thomas, 1901 – łatnik dżunglowy
- Glauconycteris curryae Eger & Schlitter, 2001 – łatnik skryty
- Glauconycteris humeralis J.A. Allen, 1917 – łatnik kropkowany
- Glauconycteris atra Hassanin, Colombo, Gembu, Merle, Vuong Tan Tu, Görföl, Akawa, Csorba, Kearney, Monadjem & Ros Kiri Ing, 2018
- Glauconycteris kenyacola R.L. Peterson, 1982 – łatnik kenijski